# Деніел Абрагам
Деніел Джеймс Абрахам (англ. Daniel Abraham, псевдоніми англ. MLN Hanover і англ. James SA Corey, народився 14 листопада 1969) — американський прозаїк, автор коміксів, сценарист і телепродюсер. Найбільш відомий як автор фентезійної серії «Квартет довгих цін» і «Кинджал та монета», а також разом з Таєм Франком як співавтор науково-фантастичної серії «Експансія», написаної під спільним псевдонімом Джеймс С. А. Корі. Серія була адаптована до телевізійного серіалу «Простір» (2015—2022), де Абрагам виступив одним зі сценаристів і продюсерів. Він також зробив внесок у спільний всесвіт серії антології «Дикі карти». Співзасновник компанії Expanding Universe.
Під псевдонімом МЛН Ганновер Абрагам є автором міського фентезі-серіалу «Дочка Чорного Сонця». Разом з Франком він написав роман «Зоряні війни» «Честь серед злодіїв» (2014), знову як Джеймс Корі. Абрахам співпрацював з Джорджем Р. Р. Мартіном і Гарднером Дозойсом, щоб створити науково-фантастичний роман «Мисливські перегони» (2007). Частий співробітник Мартіна, Абрагам адаптував кілька романів Мартіна в комікси та графічні романи, такі як «Гра престолів: графічний роман», а також зробив внесок у всесвіт Мартіна «Дикі карти».
Його новели з'являлися в численних публікаціях і антологіях, а також були зібрані в «Левіафан плакав та інші історії» (2010). «І прокинеться Левіафан», перша книга «Експансії», була номінована на премію Г'юго 2012 року за найкращий роман і премію Локус 2012 року як найкращий науково-фантастичний роман. Його повість «Плоска Діана» була номінована на премію Неб'юла. Його повість «Камбіст і лорд Айрон: економічна казка» була номінована на премію Г'юго та Всесвітню премію фентезі . Абрагам є випускником Clarion West Writers Workshop 1998 року.
У 2022 році він з'явився на Storybound, читаючи свою книгу «Вік попелу», час від часу розповідаючи анекдоти про своє виховання молодим письменником.

## Кар'єра

### Рання творчість
1996 року в The Silver Web № 13 було опубліковано перше оповідання Абрагама «Змішування Ребекки». За ним пішло кілька десятків оповідань, повістей і повістей, опублікованих в антологіях і журналах, таких як Asimov's Science Fiction і Fantasy & Science Fiction. Його новела «Плоска Діана» отримала премію Міжнародної гільдії жахів 2005 року і 2006 року була номінована на премію Nebula. Його повість «Камбіст і лорд Айрон: економічна казка» була номінована на премію Г'юго 2008 року та Всесвітню премію фентезі 2008 року.

### «Дикі карти»
Абрагам зробив свій перший внесок у всесвіт спільної світової антології «Дикі карти» у Deuces Down, опублікованому 25 червня 2002 року, своєю історією «Маленьке диво отця Генрі». Абрагам додав сюжетну лінію Джонатана Гіва до «Внутрішня пряма», опублікованого 21 січня 2008 року видавництвом Tor Books як частину нової серії книг «Дикі карти» під редакцією Джорджа Мартіна. Він написав персонажа Джонатана «Багсі» Тіптона-Кларка в «Королях самогубців», який вийшов 22 грудня 2009 року. Обмежена серія коміксів із шести випусків «Дикі Карти: Важкий вибір» була написана Абрагамом за допомогою Еріка Батла. Серія була спочатку опублікована в 2008 році Dabel Brothers, а була завершена в 2010 році, коли Dynamite Entertainment стала видавцем. У 2013 році Tor.com опублікував нове оповідання Абрахама про «Дикі карти» «Коли ми були героями» за редакцією Мартіна.

### «Мисливські перегони»

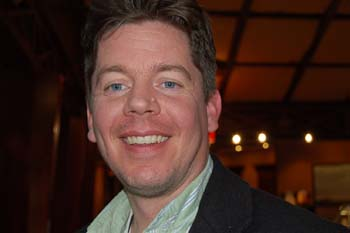
Абрагам в 2006 році

У вересні 2007 року видавництво Eos Books опублікувало науково-фантастичний роман «Мисливські перегони», написаний у співпраці між Абрагамом, Джорджем Мартіном і Ґарднером Дозуа. Історія почалася як новела без назви, написана Дозоа та представлена Мартіну для критики 1977 року. Багато років потому Дозоа страждав від письменницького блоку і попросив Мартіна допомогти йому закінчити історію. У 2002 році Мартін і Дозоа вирішили залучити третього автора для завершення новели, попросивши Абрагама переробити рукопис із 20 000 слів і написати кінцівку. Отримана повість «Тіньовий близнюк» була випущена в Інтернеті на Sci Fiction у 2004 році, а пізніше була передрукована в Азімовз сайнс фікшн і опублікована Subterranean Press як збірник. Версію роману запропонував Мартін і перейменував «Мисливські перегони», щоб уникнути плутанини з версією новели. Письменники «викинули все», щоб написати роман, кожна робота передає рукопис, а Дозоа додає останні штрихи до роману.

### «Експансія»
У 2011 році Абрагам запустив новий науково-фантастичний серіал «Експансія», створений у співавторстві з Тай Франком під спільним псевдонімом Джеймс С. А. Корі. Книги засновані на рольовій грі, розробленій Франком, який розробив науково-фантастичний всесвіт, що охоплює Сонячну систему. Після того, як Франк переїхав до Нью-Мексико та став частиною спільноти письменників наукової фантастики, він створив кілька кампаній гри, одну з яких включав Абрагама як гравця. Абрагам був вражений обсягом досліджень і побудови світу, які зробив Франк, і попросив написати роман про всесвіт гри. Франк погодився і вирішив розділити доходи від книги з Абрагамом на його частину в письмовому вигляді з нотаток і плану Франка. Прочитавши перші розділи Абрагама, Франк вирішив більше залучитися до написання. Пара співпрацювала над загальним сюжетом, зустрічаючись щотижня, щоб окреслити розділи, причому Абрагам зосереджувався на структурі та прозі, а Франк розвивав історію та світ. Вони чергують глави, пишучи кожен для різних персонажів, причому Абрагам пише Міллера, Мелбу, Авасаралу, Бика та Пракса, а потім міняється та переписує роботу іншого. Наприкінці процесу Абрагам заявив, що буде важко визначити, який рядок написав який автор.

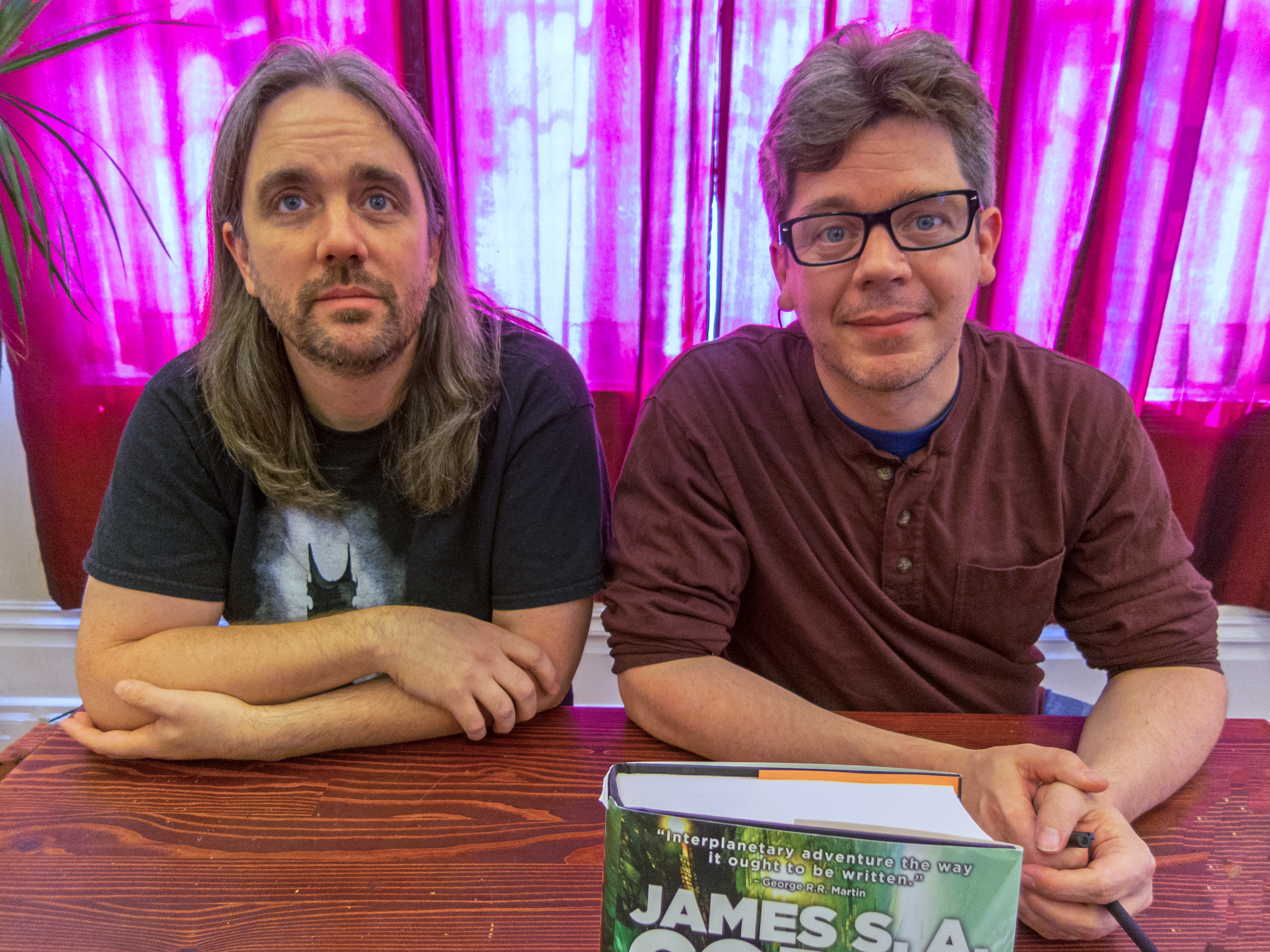
Джеймс С. А. Корі (Тай Франк, ліворуч, і Деніел Абрагам) у 2014 році

Перша книга, «І прокинеться Левіафан», була опублікована в червні 2011 року Orbit, видавництвом Авраама для його фентезійної серії «Кинджал та монета». Роман був номінований на премію Г'юго в 2012 році та отримав визнання наукової фантастики. У жовтні 2011 року було опубліковано оповідання-приквел під назвою «М'ясник зі станції Андерсон», у якому розповідається про одного з другорядних персонажів «Пробудження Левіафана», полковника Фреда Джонсона.
Його продовження «Війна Калібана» було опубліковано в червні 2012 року. У романі кількість точок зору персонажів розширено з двох до чотирьох, що, за словами Абрагама, дало більше свободи досліджувати ситуації персонажів. За романом вийшла повість «Боги ризику», опублікована у вересні 2012 року. Події розгортаються між другою та третьою книгами серії, і розгортаються в той самий період, що й основні романи, але слідує окремій сюжетній лінії. Друге оповідання-приквел «Драйв» було опубліковано в антології «Межа нескінченності» у листопаді 2012 року, дія якої відбувається за десятиліття до першого роману.
Третя книга, «Брама Абаддона», вийшла в червні 2013 року та отримала премію Локус за найкращий науково-фантастичний роман. У квітні 2014 року була опублікована друга новела-приквел, «Відплив», з головним героєм серіалу Еймосом Бертоном.
Четверта книга, «На згарищі Сіболи», була опублікована в червні 2014 року, перший роман у серії, випущений у твердій палітурці. П'ята книга, «Ігри Немезиди», була випущена в червні 2015 року, і її Ендрю Ліптак з io9 назвав «Імперія Корі завдає удару у відповідь». За ним у жовтні 2015 року вийшла повість «Життєва безодня».
Шоста книга «Попіл Вавилона» вийшла в грудні 2016 року, сьома книга «Зліт Персеполю» — у грудні 2017 року; і восьмий «Лють Тіамат» у березні 2019 року. Остаточна інсталяція, «Падіння Левіафана», була випущена в листопаді 2021 року.

### Графічні романи «Гра престолів»
Абрахам адаптував «Гру престолів» Джорджа Р. Р. Мартіна, перший роман «Пісня льоду й полум'я», у серію коміксів. Серія з 24 випусків включала малюнки Томмі Паттерсона та кольори Івана Нуньєса, і була опублікована Dynamite Entertainment з 21 вересня 2011 року по 30 липня 2014 року. Він був зібраний у вигляді чотирьох графічних романів у твердій обкладинці Bantam Books, перший том містить передмову Мартіна. У 2014 році Абрахам заявив, що не буде екранізувати «Битва королів».

### «Честь серед злодіїв»
На New York Comic Con 2013 видавництво Del Rey Books оголосило про новий роман Абрахама та Тай Франків про «Зоряні війни», які написали як Джеймс С. А. Корі. Книга буде окремим романом, присвяченим Хану Соло, дія якого відбувається між «Зоряними війнами» та «Імперія завдає удару у відповідь». «Честь серед злодіїв» вийшов 4 березня 2014 року як друга частина серії «Імперія та повстання». Сценаристи кілька разів переглянули «Нову надію» та «Імперія завдає удару у відповідь», щоб зафіксувати голос Хана Соло під час написання книги. Розповідь Корі під назвою «Срібло і багряник» була включена до книги, а також опублікована в Star Wars Insider № 148. Через місяць після публікації роману «Розширений всесвіт Зоряних воєн» було оголошено неканонічним і перейменовано на «Легенди Зоряних воєн» після того, як компанія Disney придбала Lucasfilm, у результаті чого «Честь серед злодіїв» стала останньою публікацією Розширеного всесвіту.

### Телесеріал «Простір»
У вересні 2013 року Alcon Television Group придбала права на романи «Експансії», які будуть розроблені як телесеріал. У квітні 2014 року компанія SyFy замовила перший сезон серіалу з 10 епізодів. Прем'єра серіалу за запитом відбулася 23 листопада 2015 року та на Syfy 14 грудня 2015 року. «Простір» був розроблений Марком Фергусом і Говком Остбі, які написали пілотну версію та були сценаристами, виконавчими продюсерами та шоураннерами разом із Нареном Шанкаром. Написання другого сезону почалося в травні 2015 року, до виходу в ефір першого сезону, і було офіційно замовлено на грудень 2015 року зі збільшенням замовлення на 13 епізодів. SyFy показав прем'єру другого сезону 1 лютого 2017 року. Абрагам і Тай Франк, які пишуть романи під спільним псевдонімом Джеймс С. А. Корі, виступають сценаристами та продюсерами шоу. Вони були співавторами сьомого епізоду «Вітряки».

## Особисте життя
Абрагам живе в Альбукерке, штат Нью-Мексико, зі своєю дружиною Кетрін Абрагам і дочкою Скарлет.

## Опубліковані праці

### Серія «Квартет довгих цін»
- «Тінь влітку» (7 березня 2006)
- «Зрада взимку» (21 серпня 2007)
- «Осіння війна» (22 липня 2008)
- «Ціна весни» (21 липня 2009)

#### Омнібусні видання
- «Тінь і зрада» (складається з першої та другої книг) (21 січня 2010)
- «Сезони війни» (збірка з третьої та четвертої книг) (також опублікована під назвою «Ціна війни») (21 січня 2010)
- «Квартет „Довга ціна“» (збірка всіх книг) (13 листопада 2018)

### Серія «Дочка чорного сонця»
- Нечисті духи (як M. L. N. Hanover) (2 грудня 2008)
- «Темні янголи» (як M. L. N. Hanover) (29 вересня 2009)
- «Порочна благодать» (як M. L. N. Hanover) (30 листопада 2010)
- «Обряди вбивства» (як M. L. N. Hanover) (29 листопада 2011)
- «Цвинтарна дитина» (як M. L. N. Hanover) (30 квітня 2013)

### Серія «Кинджал та монета»
- «Шлях Дракона» (7 квітня 2011)
- «Королівська кров» (22 травня 2012)
- «Закон тирана» (14 травня 2013)[48]
- «Дім вдови» (5 серпня 2014)
- «Війна павуків» (8 березня 2016)

### Серія «Експансія»
(Написано разом з Тай Франком під спільним псевдонімом Джеймс С. А. Корі).

### Трилогія Кітамар
- «Епоха попелу» (15 лютого 2022)
- «Клинок мрії» (23 липня 2023)[49]

### Самостійні романи
- «Мисливські перегони» (разом з Ґарднером Дозуа та Джорджем Мартіном) (2007)
- «Внутрішня пряма» (з іншими авторами, за редакцією Джорджа Мартіна) (роман-мозаїка Wild Cards) (2008)
- «Королі самогубців» (з іншими авторами, за редакцією Джорджа Р. Р. Мартіна) (роман-мозаїка Wild Cards) (2009)
- «Випадок із собаками Гарроумура» (Новела) (2013)

### Зав'язкова фантастики
- «Зоряні війни: Честь серед злодіїв» (з Тай Франком у ролі Джеймса С. А. Корі) (Зоряні війни: Імперія та повстання, книга 2) (2014)[50]

### Графічна фантастика
- «Гра престолів: графічна новела» № 1–24 (вересень 2011–липень 2014)
  - Том 1 (збірка № 1–6, з Джорджем Р. Р. Мартіном і Томмі Паттерсоном, hc, 240 сторінок, Bantam/Dynamite Entertainment, 2012)
  - Том 2 (збірка № 7–12, з Джорджем Р. Р. Мартіном і Томмі Паттерсоном, hc, 240 сторінок, Bantam/Dynamite Entertainment, 2013)
  - Том 3 (збірка № 13–18, з Джорджем Р. Р. Мартіном і Томмі Паттерсоном, hc, 224 сторінки, Bantam/Dynamite Entertainment, 2014)
  - Том 4 (збірка № 19–24, з Джорджем Р. Р. Мартіном і Томмі Паттерсоном, hc, 208 сторінок, Bantam/Dynamite Entertainment, 2015)

- «Дикі Карти» Джорджа Р. Р. Мартіна «Важкий вибір» № 1-6 (6-випускна лімітована серія, з Еріком Батлом, квітень 2008 — липень 2010, зібрана в «Дикі Карти Джорджа Р. Р. Мартіна: Важкий вибір», тверда обкладинка, 160 сторінок, Dynamite, 2011)
- «Гаряча мрія» Джорджа Р. Р. Мартіна № 1-10 (10-випускна лімітована серія, з Джорджем Р. Р. Мартіном та Рафою Лопесом, березень-грудень 2010 року, зібрана у книзі «Гаряча мрія Джорджа Р. Р. Мартіна», тверда обкладинка, 256 сторінок, Аватар Прес, 2011 рік)
- «Торгівля шкірою» № 1-4 (4-випускна лімітована серія, з Джорджем Р. Р. Мартіном та Майком Волфером, липень-грудень 2013 року, зібрана в «Торгівля шкірою» Джорджа Р. Р. Мартіна, м'яка обкладинка, 104 сторінки, Аватар Прес, 2014 рік)

#### Колекції
- «Левіафан заплакав та інші історії» (31 травня 2010)

## Фільмографія

### Телебачення
| Рік     | Назва     | Зараховано як | Зараховано як | Примітки                                                                    | Посилання |
| Рік     | Назва     | Письменник    | Продюсер      | Примітки                                                                    | Посилання |
| ------- | --------- | ------------- | ------------- | --------------------------------------------------------------------------- | --------- |
| 2015–22 | «Простір» | Так           | Так           | За мотивами його серії романів «Експансія». Сценарист (12 серій), продюсер. | [ 44 ]    |

## Вибрані нагороди
| Рік  | Нагорода                         | Категорія                         | Назва роботи                                                   | Результат | Прим.  |
| ---- | -------------------------------- | --------------------------------- | -------------------------------------------------------------- | --------- | ------ |
| 2005 | Премія Міжнародної гільдії жахів | Коротка повість                   | «Плоска Діана»                                                 | Перемога  | [ 9 ]  |
| 2006 | Премія Неб'юла                   | Коротка повість                   | «Плоска Діана»                                                 | Номінація | [ 10 ] |
| 2008 | Всесвітня премія фентезі         | Коротка повість                   | «Камбіст і лорд Айрон: економічна казка»                       | Номінація | [ 12 ] |
| 2008 | Премія Г'юго                     | Коротка повість                   | «Камбіст і лорд Айрон: економічна казка»                       | Номінація | [ 11 ] |
| 2012 | Премія Г'юго                     | Кращий роман                      | «І прокинеться Левіафан» (з Таєм Франком як Джеймс С. А. Корі) | Номінація | [ 25 ] |
| 2012 | Премія Локус                     | Кращий науково-фантастичний роман | «І прокинеться Левіафан» (з Таєм Франком як Джеймс С. А. Корі) | Номінація | [ 51 ] |
| 2014 | Премія Локус                     | Кращий науково-фантастичний роман | «Брама Абаддона» (з Таєм Франком як Джеймс С. А. Корі)         | Перемога  | [ 29 ] |